# Лю Сун
Империя Сун (кит. 宋朝, пиньинь Sòng cháo, палл. Сун Чао) — первое из четырёх южных царств эпохи Южных и Северных династий. Основана в 420 году, когда власть в Восточной Цзинь перешла в руки Лю Юя, поэтому чтобы отличать от прочих государств в китайской истории, носивших название «Сун», в исторических работах её часто именуют «Лю Сун». Столица — город Цзянькан (建康, совр. Нанкин).

## История

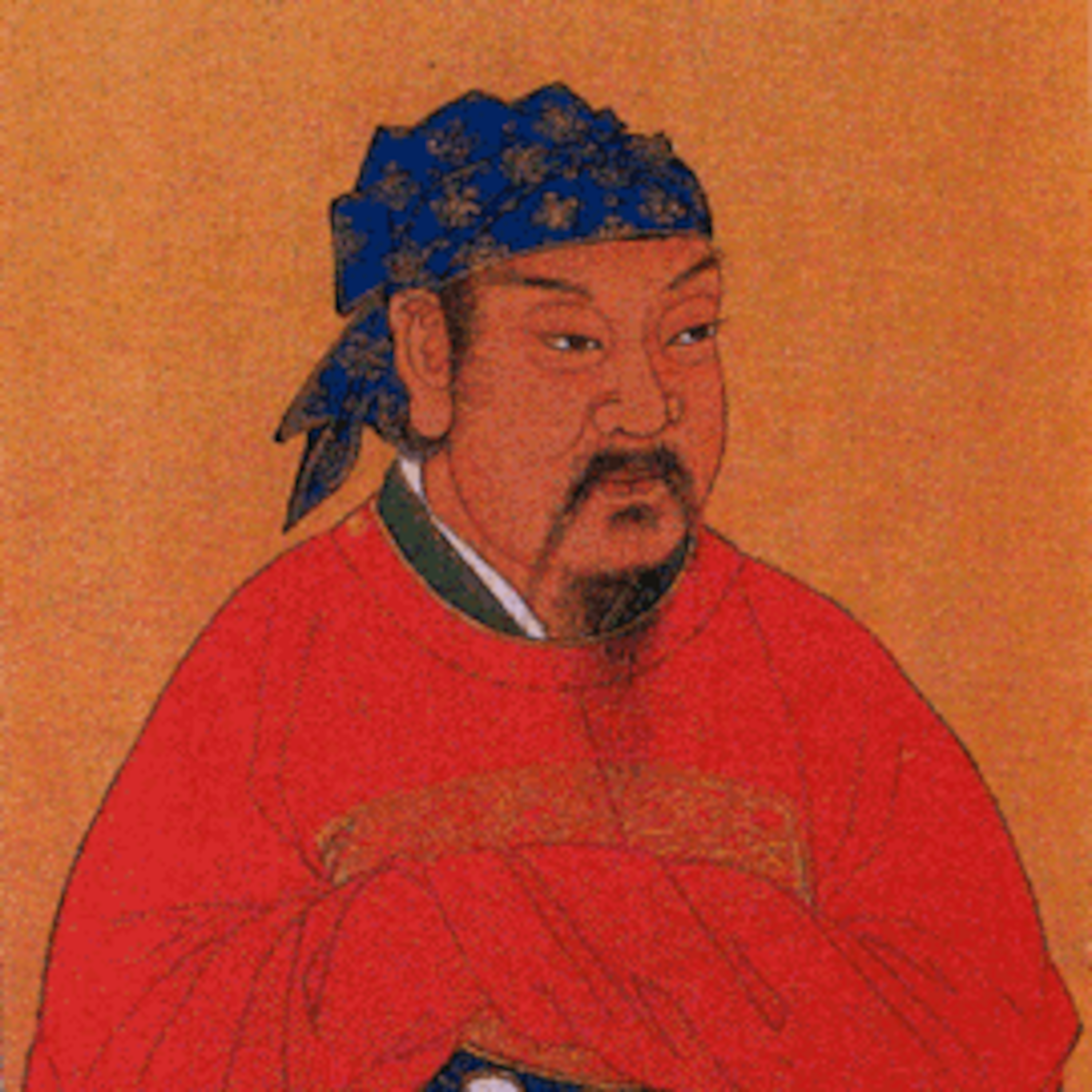
Основатель империи — Лю Юй

Основатель империи Лю Юй происходил из бедной семьи, считался одним из лучших полководцев периода Южных и Северных династий. В последние годы династии Восточная Цзинь одно за другим происходили народные восстания, велась ожесточённая внутренняя борьба за власть. В 402 году, восточноцзиньский полководец Хуань Сюань (桓玄), воспользовавшись ослаблением власти императорского двора, поднял военный мятеж и захватил престол. Основанное им царство Чу (楚, или Хуань Чу 桓楚) просуществовало с 403 по 404 год. Лю Юй совместно с Лю И (劉毅) и другими полководцами подняли войска и уничтожили силы Хуань Сюаня. После этого армия, возглавляемая Лю Юем, принимала активное участие во множестве сражений и постоянно крепла. Через некоторое время Лю Юй нанёс поражение военным группировкам, которые возглавляли Лю И, Сыма Сючжи (司馬休之) и др. В конце концов, он вынудил восточноцзиньского Гун-ди отречься от престола в его пользу.
Сразу после своего образования царство Сун стало объектом притязаний северных царств, одна за другой происходили вооружённые стычки. Пришедший к власти в 424 году Лю Илун (посмертное имя — Вэнь-ди) правил почти 30 лет. Политическая стабильность, честность и надлежащее управление, осуществляемое как самим Вэнь-ди, так и его приближёнными, способствовало тому, что хозяйство в стране стало постепенно восстанавливаться, девиз его правления — Юань-цзя (元嘉) — в переводе означает «Великое счастье». Однако, в 453 году сын Лю Илуна Лю Шао (посмертное имя — Юаньсюн, «Главный преступник»), желая захватить престол, приказал охраннику убить собственного отца. Тем не менее, сам Лю Шао продержался у власти около трёх месяцев. Переворот Лю Шао послужил началом новой ожесточённой борьбы за власть. Правившие после Лю Шао императоры отличались жестокостью и распутным образом жизни. В результате власть династии неуклонно ослаблялась, государство стремительно приходило в упадок. В 479 году Лю Чжунь отрёкся от престола в пользу Сяо Даочэна (蕭道成), и на смену Сун пришла империя Ци.

## Императоры Лю Сун
| Посмертное имя (кит. 謚號 shìhào)                                             | Личное имя                | Годы правления | Девиз правления (кит. 年號 niánhào) и годы                         |
| ----------------------------------------------------------------------------- | ------------------------- | -------------- | ------------------------------------------------------------------ |
| У-ди 武帝 Wǔdì                                                                | Лю Юй 劉裕 Liǔ Yù         | 420—422        | - Юн-чу (永初 Yǒngchū) 420—422                                     |
| Шао-ди 少帝 Shàodì                                                            | Лю Ифу 劉義符 Liǔ Yìfú    | 423—424        | - Цзин-пин (景平 Jǐngpíng) 423—424                                 |
| Вэнь-ди 文帝 Wéndì                                                            | Лю Илун 劉義隆 Liǔ Yìlóng | 424—453        | - Юань-цзя (元嘉 Yuánjiā) 424—453                                  |
| Юаньсюн 元兇 Yuánxiōng                                                        | Лю Шао 劉劭 Liú Shào      | 453            | - Тай-чу (太初 Tàichū) 453                                         |
| Сяоу-ди 孝武帝 Xiāowǔdì                                                       | Лю Цзюнь 劉駿 Liǔ Jùn     | 454—464        | - Сяо-цзянь (孝建 Xiāojiàn) 454—456 - Да-мин (大明 Dàmíng) 457—464 |
| Первый смещённый император 前廢帝 Qiánfèidì                                   | Лю Цзые 劉子業 Liǔ Ziyè   | 465            | - Юн-гуан (永光 Yǒngguāng) 465 - Цзин-хэ (景和 Jǐnghé) 465         |
| Мин-ди 明帝 Míngdì                                                            | Лю Юй 劉彧 Liǔ Yù         | 465—472        | - Тай-ши (泰始 Tàishǐ) 465—471 - Тай-юй (泰豫 Tàiyù) 472           |
| Последний смещённый император 後廢帝 Hòufèidì или Цанъу-ван 蒼梧王 Cāngwúwáng | Лю Юй 劉昱 Liǔ Yù         | 473—477        | - Юань-хуэй (元徽 Yuánhūi) 473—477                                 |
| Шунь-ди 順帝 Shùndì                                                           | Лю Чжунь 劉準 Liǔ Zhǔn    | 477—479        | - Шэн-мин (昇明 Shēngmíng) 477—479                                 |